# チャールズ・コーンウォリス (初代コーンウォリス侯爵)
初代コーンウォリス侯爵チャールズ・コーンウォリス（英: Charles Cornwallis, 1st Marquess Cornwallis KG PC、1738年12月31日 - 1805年10月5日）は、イギリス陸軍の軍人。アメリカ独立戦争の時にイギリス軍を指揮した将軍の一人であり、戦後にインド総督、アイルランド総督を務めた。植民地の総督を務めた。
1781年、ヨークタウンの戦いでアメリカ・フランス連合軍に、彼の指揮するイギリス軍が降伏したのが事実上の終戦と考えられている。このような敗北を経験したにも拘わらず、コーンウォリスはイギリス政府の信頼を繋ぎ止め、その活動的な経歴を続けた。英領インドでは総督を2度務め、ベンガル永代土地制度を定めたことでも知られる。アイルランド総督としてはカトリック解放を主張し、1798年のアイルランド反乱とフランスによるアイルランド侵略に対処した。在任中にグレートブリテン王国とアイルランド王国の合同がなされたが、実際にはアイルランド主席政務官のカースルレー子爵ロバート・ステュアートとされることが多い。
1753年から1762年まではブローム子爵、1762年から1792年まではコーンウォリス伯爵として知られ、1792年にコーンウォリス侯爵に叙された。

## 生涯

### 生い立ち
第5代コーンウォリス男爵チャールズ・コーンウォリス（後に初代コーンウォリス伯爵、1700年3月29日 – 1762年6月23日）と妻エリザベス（1785年12月1日没、第2代タウンゼンド子爵チャールズ・タウンゼンドの娘）の長男として、1738年12月31日にロンドンのグローヴナー・スクエアで生まれた。
コーンウォリス家はアイルランド出身とも、コーンウォール出身ともされる。一家は14世紀よりサフォーク州アイ近くのブローム・ホール（Brome Hall）を本拠地とした。1627年に準男爵に叙されたフレデリック・コーンウォリスは清教徒革命でチャールズ1世に味方して戦い、その息子であるチャールズ2世とともに亡命したのち、1661年コーンウォリス男爵に叙された。以降コーンウォリス男爵家は婚姻で有力者との繋がりを得た。たとえば、コーンウォリス侯爵の父にあたる5代男爵は首相ロバート・ウォルポールの姪と結婚して、1753年にコーンウォリス伯爵に叙された。

### 七年戦争までの軍歴
コーンウォリスはまず1753年から1754年にかけてイートン・カレッジに通ったが、ホッケーをやっているときに事故でシュート・バリントン閣下（のちのダラム主教）から殴られ、目を怪我した。この怪我はのちに治ったが、ものを見るときにやや歪みが生じ、常にいぶかしげな表情をするようになってしまった。1755年12月31日にケンブリッジ大学クレア・カレッジに入学したが、1756年12月8日にグレナディアガーズのエンサイン（歩兵少尉）としての辞令を得てイギリス陸軍に入った。軍人としての教育がここから始まり、プロイセン陸軍のド・ロギン（de Rougin）大尉と大陸ヨーロッパを旅行した後、トリノの陸軍士官学校で学んだ。
1758年夏、ジュネーヴ滞在中にグレナディアガーズがフェルディナント・フォン・ブラウンシュヴァイク＝ヴォルフェンビュッテルとの合流を命じられたと聞くと、連隊に合流しようとして失敗したのち、フェルディナントの本営に向かい、グレナディアガーズ本隊より6週間前に到着した。命令の目的はハノーファー選帝侯領をフランスとオーストリア軍から守備することである。そこでグランビー侯爵ジョン・マナーズのエー＝ド＝カン（副官）への任命を受け、1年ほど務めた。在任中に七年戦争におけるミンデンの戦い（1759年）に参戦し、1759年8月に帰国した。同年8月4日に第85歩兵連隊の大尉に昇進、1761年5月1日に第12歩兵連隊の中佐に昇進、6月にはその指揮をとった。以降ドイツを転戦し、同年7月15日のフィリングハウゼンの戦い、1762年のヴィルヘルムスタールの戦い、ルッターベルクの戦いに参戦した。終戦後の1764年、大佐に昇進した。

### 政界入り
1760年1月のアイ選挙区での補欠選挙において、無投票で庶民院議員に当選した。アイはコーンウォリス伯爵家の懐中選挙区であり、ブローム子爵は1761年3月の総選挙においても無投票で再選した。その後、1762年6月23日に父が死去すると、コーンウォリス伯爵位を継承して、11月より貴族院議員を務めた。1年半ほどの議員歴だったが、前述通りそのほとんどの時間をドイツでの戦闘に費やしており、議会活動は少ないとみられる。
貴族院ではホイッグ党に属する貴族とともに行動し、ビュート伯爵内閣に反対し、グレンヴィル内閣期には1765年印紙法に反対票を投じた（『英国議会史』では大ピットを追随したとし、『オックスフォード英国人名事典』ではロッキンガム侯爵派だとした）。1765年7月にホイッグ党内閣である第1次ロッキンガム侯爵内閣が成立すると、寝室侍従と国王ジョージ3世の副官に任命された。寝室侍従には8月に退任したが、1766年3月に第33歩兵連隊隊長に任命され、1805年に死去するまで務めた。また、1765年印紙法の廃止にあたり、廃止に賛成したほか、イギリス本国の米州植民地への徴税権を主張する1766年宣言法に反対票を投じた貴族5名のうちの1名だった。
ロッキンガム侯爵内閣は1766年8月に倒れ、コーンウォリス伯爵も国王副官を退任するが、友人で七年戦争の戦友だった第2代シェルバーン伯爵ウィリアム・ペティの影響を受け、グラフトン公爵内閣期にも与党にとどまった。そのため、1767年1月12日に南トレント巡回裁判官に任命され、1769年3月21日まで務めた。シェルバーン伯爵が南部担当国務大臣を辞任すると、コーンウォリス伯爵も南トレント巡回裁判官を辞任した。もっとも、それ以降も官職への任命は続き、1769年から1770年までアイルランド副大蔵卿、1770年11月21日より枢密顧問官、1770年から1784年2月までロンドン塔管理長官を務めた。陸軍でも1775年10月21日に少将に昇進しており、『英国人名事典』はこれらの任命からコーンウォリス伯爵がほかのホイッグ党指導者ほどジョージ3世に嫌われていないと推論している。『オックスフォード英国人名事典』ではコーンウォリス伯爵が忌憚せずに意見を発表しつつも、国王と国への義務を最優先としたため、ジョージ3世から尊敬されたとしている。

### アメリカ独立戦争
コーンウォリス伯爵はアメリカ独立戦争の遂行に政治家として反対したが、軍人としてはアメリカで軍を率いた。伯爵は1776年2月12日に7個連隊を率いてコークを発ったが、5月3日にケープ・フィア（現ノースカロライナ州の一部）に到着したときにはサー・ウィリアム・ハウがボストンからハリファックス（Halifax）に撤退していた。

#### ニューヨーク・ニュージャージー方面作戦
上官サー・ヘンリー・クリントン率いる第一次チャールストン包囲戦の失敗を経て、クリントンとコーンウォリスは北に向かい、ニューヨーク市に対する方面作戦を指揮するウィリアム・ハウ将軍と合流した。このとき、イギリス軍が再編され、ヘンリー・クリントンが第1師団、パーシー伯爵ヒュー・パーシーが第2師団の指揮官になり（2人ともに中将であった）、コーンウォリス伯爵は予備師団の指揮官になった。
コーンウォリス伯爵は8月27日から28日にかけてのロングアイランドの戦いでジョージ・ワシントンに勝利し、ホワイト・プレインズの戦いを経て11月18日にもリー砦を占領したが、12月1日にニューブランズウィックのラリタン川岸で停止した。この行動は賛否両論であり、コーンウォリス伯爵はハウからそれ以上前進しないよう命じられていたうえ、自軍が数週間にわたる追撃で疲れきっていると主張したが、一方でもう少し進めばワシントンを捕虜にできたとも批判されている。

#### フィラデルフィア方面作戦
1777年9月のブランディワインの戦いに勝利して、フィラデルフィア占領に成功した。その後、休暇をとって本国に戻り、ハウに代わって総司令官になっていたクリントンの部下、副指揮官として1778年4月に再びアメリカに渡った。このとき、サラトガの戦いでジョン・バーゴインが降伏して、フランス王国が参戦しており、コーンウォリスは降伏の悪影響を取り払うにはイギリス軍の勝利が必要だと考え、南部戦線に打って出るべきと主張したが、クリントンに却下され、コーンウォリスは1778年中にはフィラデルフィアからニューヨークへの撤退で殿軍を務めた程度である。そして、妻が病気で危篤な状態にあるとの報せが届くと、休暇をとって本国に戻った。妻が1779年2月16日に死去した後、コーンウォリスは三たびアメリカに渡り、8月にニューヨークに到着した。

#### 南部戦線
三たびアメリカに渡った後、今度は南部戦線への出撃が許可され、クリントンは1780年5月にサウスカロライナでのチャールストン包囲戦に勝利した。その後、クリントンはニューヨークに戻ったが、コーンウォリスには4,000人の軍勢を残し、コーンウォリスは1780年8月のキャムデンの戦いでホレイショ・ゲイツ将軍率いる敵軍に勝利した。

#### バージニア方面作戦
1781年初、コーンウォリスはバージニアに北進して、チェサピーク湾でクリントンと合流しようとした。サウスカロライナの境界にロードン卿を残した後、コーンウォリスは進軍を始めたが、その矢先にカウペンスの戦いでバナスター・タールトンが敗北を喫した。しかしコーンウォリスは直後にアレグザンダー・レズリー率いる軍勢と合流して、カウペンスで勝利した敵軍を追跡し、3月のギルフォード郡庁舎の戦いに勝利した。
コーンウォリスは4月10日のウィリアム・フィリップス将軍への手紙で自軍の戦略を述べた。すなわち、攻勢に出る場合、ニューヨークを放棄して全軍でバージニアに入り、会戦に挑むべきとし、守備に徹する場合はバージニアからの攻撃を受けやすいノースカロライナ、サウスカロライナを放棄して、ニューヨークを固守すべきとした。その後、コーンウォリスは5月にバージニアのピーターズバーグでフィリップス軍と合流した（ただし、フィリップスはコーンウォリスの到着直前に死去した）。

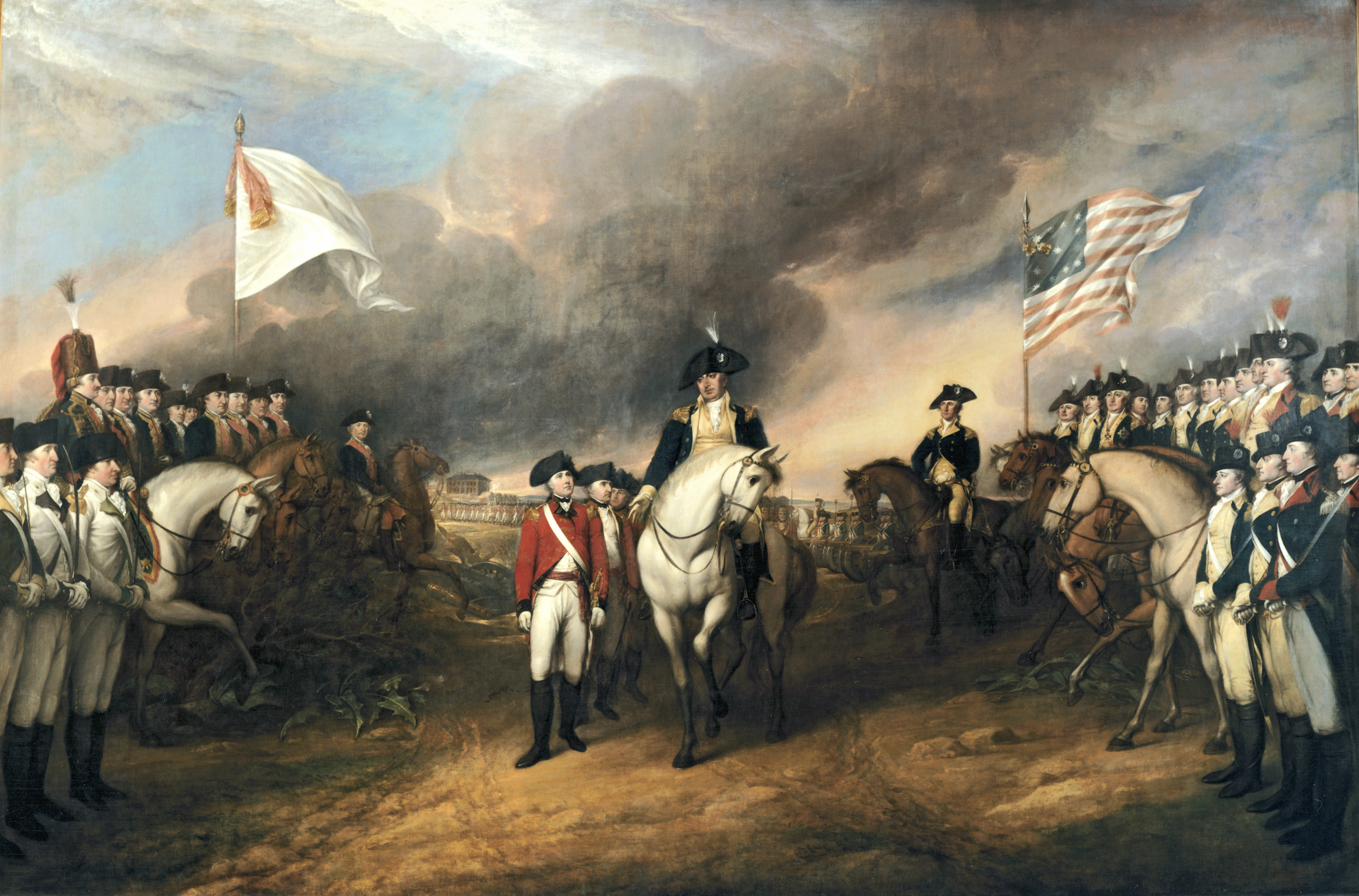
コーンウォリス卿の降伏

8月2日、クリントンの命令を受けたコーンウォリスはヨークタウンに布陣した。コーンウォリスは自軍ではヨークタウンを守りきれないと考え、敵軍のジョージ・ワシントンも同様の考えを持っていた。そして、9月初にド・グラス伯爵がフランス軍を上陸させ、ワシントンと合流すると、ワシントンは全軍でコーンウォリスと決戦すべく動いた。これによりコーンウォリスは優勢の敵軍に包囲され、10月19日に降伏を余儀なくされた。クリントンは同19日にニューヨークから海路でチェサピーク湾に向かい、24日に到着するものの、時すでに遅く、コーンウォリスはすでに降伏していた。

#### イギリスへの帰還

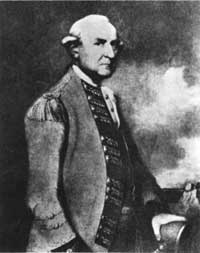
チャールズ・コーンウォリス

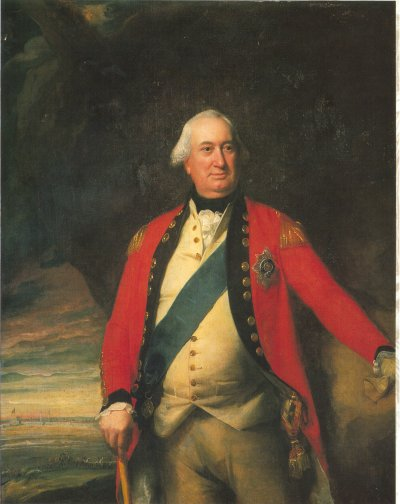
チャールズ・コーンウォリス、ジョン・シングルトン・コプリー画

1782年、コーンウォリスは、ロンドンで囚われており同等の階級と考えられたヘンリー・ローレンスとの捕虜交換で釈放された。コーンウォリスはベネディクト・アーノルドと共にイギリスに戻り、1月21日にイギリスに上陸した。イギリス軍の連絡の遅さ、13植民地という広大な戦場などコーンウォリスが直面した問題はイギリス政府も知っており、コーンウォリスが強く責められることはなかった。
帰国後もシェルバーン伯爵が政界における盟友であり、1783年のフォックス＝ノース連立内閣には野党の立場をとった。ウィリアム・ピット（小ピット）首相就任に際して、1784年1月にいったんロンドン塔管理長官を辞任したが、同年11月に再びロンドン塔管理長官およびタワー・ハムレット統監として任命を受けた。
1785年8月から9月にかけて、シュレージエンにおけるプロイセン王国陸軍の閲兵式へのイギリス代表としてプロイセンに渡った。

### インド総督
1782年5月にインド総督およびインド駐留軍総指揮官への就任を打診され、1785年2月にも小ピットとヘンリー・ダンダスからインド総督就任を打診されたが、いずれも辞退している。そして、3度目の打診になり、コーンウォリス伯爵は1786年2月23日に就任を許諾した。6月2日、ガーター勲章を授与された。その後、コーンウォリス伯爵は10月にインドに到着した。

#### 第三次マイソール戦争
マイソール王国のティプー・スルターンは第二次マイソール戦争中の1782年に英領インドを崩壊寸前に追い込んでおり、以降もイギリスによる包囲政策を恐れた。またヨーロッパ諸国と条約を締結したインド諸侯がことごとく独立を失うことをみて、イギリスからの条約締結の申し出を拒否し続けた。そして、ティプー・スルターンが1789年12月に攻勢に出て、トラヴァンコール王国に侵攻したことで第三次マイソール戦争が勃発した。
コーンウォリス伯爵ははじめマドラス軍総指揮官ウィリアム・メドウズ将軍に戦争の遂行を任せたが、1年ほど経過してもコインバトールしか落とせず、結局コーンウォリス伯爵はマドラスに向かい、1790年12月12日より指揮を執った。コーンウォリス伯爵の指揮のもと、東インド会社軍は1791年3月にバンガロール包囲戦、5月13日にはアラカーまで進軍した。アラカーはマイソール首都シュリーランガパトナから9マイルほどの場所だったが、シュリーランガパトナを包囲するには時期が遅かったうえ、西海岸のマラーター同盟とロバート・アバークロンビーの援軍の居場所も不明だったため、コーンウォリス伯爵は5月15日のアラカーの戦いでティプー・スルターンに勝利した後、バンガロールに撤退した。撤退直後にマラーター騎兵が合流してきた。
バンガロールに撤退した後、コーンウォリス伯爵はシュリーランガパトナを包囲するための準備を進め、10月にナンディドルーグ包囲戦、12月にサヴェンドルーグ包囲戦と周辺の要塞を占領した。また外交においてもマラーター同盟とニザーム王国と同盟を締結して、ティプー・スルターンを孤立させた。こうして周到な用意をしたうえ、1792年1月25日にマラーターとニザームの援軍とともにサヴェンドルーグを発ち、約10日間の進軍でシュリーランガパトナに到着した。数日後にアバークロンビーの援軍も到着したことでシュリーランガパトナ包囲戦が始まり、ティプー・スルターンは2月25日に息子2人を人質として差し出し、イギリスに有利な講和がなされた。これによりティプー・スルターンの声望が失われ、やがてアーサー・ウェルズリーが第四次マイソール戦争でティプー・スルターンを失脚させることとなった。
コーンウォリス伯爵は第三次マイソール戦争で47,244ポンドの賞金を得たが、これを東インド会社軍に寄付した。メドウズも同様に賞金を寄付した。

#### インド政府の改革
小ピットとダンダスの改革により、コーンウォリスは前任者ウォーレン・ヘースティングズと違い、緊急事態においては評議会の意見に反する政策を実施できた。
インドでは多くの時間を汚職対策に費やした。その一環として、歳入官僚による裁判官の兼任を禁じるなど裁判制度の改革を行った（コーンウォリス法典）。
第三次マイソール戦争終結後の1793年3月22日、ベンガル永代土地制度の実施を発表した。ベンガルでは歴史的にザミンダールによる間接徴税（ザミンダールが農民から税金を徴収して、国・君主に納税する）が行われており、イギリス東インド会社が所有する領地でも制度が引き継がれたが、ザミンダールが東インド会社の役人に贈賄して、税金の一部を横領することも多かった。コーンウォリスはザミンダールを地主にして、税金を永代定額にした。ジョン・ショア（のちにインド総督）は永代定額ではなく、10年ごとに改定すべきと主張したが、コーンウォリスは会社役人の腐敗を恐れ、永代定額にしてザミンダールによる贈賄を防いだ。
こうした改革により、ベンガルの統治が安定した。『オックスフォード英国人名事典』は改革の理由が対仏戦争が不可避になっていて、ベンガル近郊の統治および歳入を安定させる必要があったためだとした。

#### 帰国
第三次マイソール戦争などインドでの功績により、1792年10月8日にグレートブリテン貴族であるコーンウォリス侯爵に叙された。
1793年2月に対仏戦争が勃発した後、ポンディシェリーの降伏を見届けたコーンウォリス侯爵は1793年10月10日にインドを発ち、1794年2月3日にイングランドに到着した。

### 軍需総監
1794年に大陸ヨーロッパでの指揮官ヨーク＝オールバニ公爵フレデリックの後任に打診されたが、実現しなかった。1795年2月に説得を受けて軍需総監に就任し、閣僚になった。閣内では唯一の将官であり、本国防衛の監督を担当した。
しかしインドではイギリス陸軍とイギリス東インド会社に所属する軍人の間で不和が生じた。すなわち、階級では陸軍が上であり、人事任命も陸軍出身者が優先されたことに対し、東インド会社所属軍人が不満を感じたのである。ダンダスはコーンウォリスのインド行きを促し、コーンウォリスは1797年2月1日にインド総督およびインド駐留軍総指揮官への任命を受けたが、インド駐留軍総指揮官サー・ロバート・アバークロンビーの機転と東インド会社理事会の譲歩により不満が和げられ、コーンウォリス侯爵がインドに行く必要がなくなった。

### アイルランド総督
インド情勢が好転した一方、アイルランドではより緊迫した情勢になっており、1797年5月にもコーンウォリス侯爵のアイルランド駐留軍総指揮官就任の噂が流れ、アイルランド総督の第2代カムデン伯爵ジョン・プラットがコーンウォリス侯爵に歓迎の手紙を書くほどだった。このときは失言しなかったが、1798年5月には情勢がさらに悪化し、コーンウォリス侯爵はアイルランド総督および駐留軍総指揮官への就任を求められて受諾した。そして、1798年6月に正式に任命を受けた。
アイルランド総督の任期における主な出来事は1798年アイルランド反乱の鎮圧と1800年合同法の成立である。

#### 1798年アイルランド反乱
アイルランド主席政務官のカースルレー子爵ロバート・ステュアートが反乱計画の密告を受けて、5月に首謀者エドワード・フィッツジェラルド卿とシアーズ兄弟を逮捕したが、反乱はそのまま勃発し、ジョン・エズモンドがプロスペラスの戦いで、ジョン・マーフィー神父がエニスコーシーの戦いで政府軍を破った。コーンウォリス侯爵は6月20日にダブリンに到着したが、その翌日にジェラルド・レイク率いる政府軍がビネガー・ヒルの戦いで反乱軍を破り、ウェックスフォード県に進軍した。
8月22日にはジャン・アンベール将軍率いるフランス軍1,100人がアイルランドに上陸し、27日のカスルバーの戦いでイギリス軍を破った。しかし多勢に無勢であり、アンベールは9月8日にはコーンウォリス侯爵に降伏することを余儀なくされた。
反乱者への追及にあたり、コーンウォリス侯爵は首謀者には厳罰を与え、それ以外の者には寛大な処分をした。しかし、イギリスとのつながりを最も熱烈に支持したロイヤリスト（loyalist）にも反乱の責任があると考えた。すなわり、ロイヤリストのローマ・カトリック教会への憎悪が1798年のアイルランドをジャコバン派の小規模な反乱から宗教内戦へとエスカレートさせたのである。コーンウォリス侯爵は内務大臣のポートランド公爵に対し、アイルランド議会が「いかなる寛容な政策にも反対している」とし、議会に任せていると「住民の多数を絶滅させ、国を破滅させる」結果になると判断した。1799年4月には弟への手紙で「ベンガルに戻らなかったことを後悔している」とこぼすほどだった。
こうした経緯により、コーンウォリス侯爵はアイルランド議会が役に立たないと判断し、カトリック解放とアイルランド議会の廃止を支持するようになった。また寛容政策を支持した、暫定のアイルランド主席政務官だったカースルレー子爵の正式任命を求めた（1798年11月）。

#### 1800年合同法
アイルランド王国とグレートブリテン王国の合同構想について、コーンウォリス侯爵はカトリック信者を少数派に落とし、プロテスタントもその行動による破滅を回避できるとして支持したが、合同とカトリック解放が同時に行われないと聞くと失望した。コーンウォリス侯爵は両者が同時に行われるべきだと主張し、小ピットは現実的ではないとして却下した。その後、合同法の草案が1798年11月12日にポートランド公爵から送られてくると、法案がアイルランド庶民院に提出されたが、政府にとって予想外なことに反対論が強く、1799年1月22日に「議会は自由なる住民と、1782年に設立された独立した議会の放棄以外のいかなる施策も採用する用意がある」の決議案が107票対105票で可決された。
カースルレー子爵は議会対策として爵位、官職、金銭をばらまいて、議員を大々的に買収した。コーンウォリス侯爵は議会対策をカースルレー子爵に任せたが、子爵の行動を支援した。そして、カースルレー子爵の議会対策が奏功し、合同法案は1800年6月7日に153票対88票で庶民院にて可決された。
1801年にカトリック解放をめぐり小ピットが首相を辞任すると、コーンウォリス侯爵は即座にアイルランド総督と軍需総監を辞任し、同年2月の手紙で「アイルランドにおける迫害と排除の制度を守るような、国益と国防も知らないような政権につくことはできない」と述べた。もっとも、コーンウォリス侯爵は後任のハードウィック伯爵が到着するまでアイルランドにとどまった。

### アミアンの和約

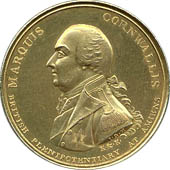
アミアンの和約交渉時のコーンウォリスの功績を記念する貨幣、1802年

1801年5月にアイルランド総督を退任した後、コーンウォリス侯爵はサフォーク州カルフォードの邸宅に戻り、政界から引退したが、1801年7月にコルチェスターを任地とする東部軍総指揮官に任命され、さらに同年10月にフランス革命戦争におけるフランス統領政府との講和交渉でのイギリス代表に任命された。
コーンウォリス侯爵は11月3日にドーバーを発ち、パリで第一統領ナポレオン・ボナパルトに謁見したのち、アミアンでフランス代表ジョゼフ・ボナパルトとの交渉を始めた。コーンウォリス侯爵には外交官としての経験がなく、フランス語をあまり覚えておらず、交渉では度々タレーランの助言を受けたジョゼフに太刀打ちできなかった。しかし両国ともに講和に前向きだったため、最終的には1802年3月27日にアミアンの和約が調印された。この条約により、バタヴィア共和国はイギリスにセイロン植民地を、スペインはイギリスにトリニダード島を割譲し、イギリスはそれ以外に占領した植民地から撤退した。それ以外の問題はうやむやにされ、講和というよりは休戦条約に近かった。

### 2度目のインド総督と死去

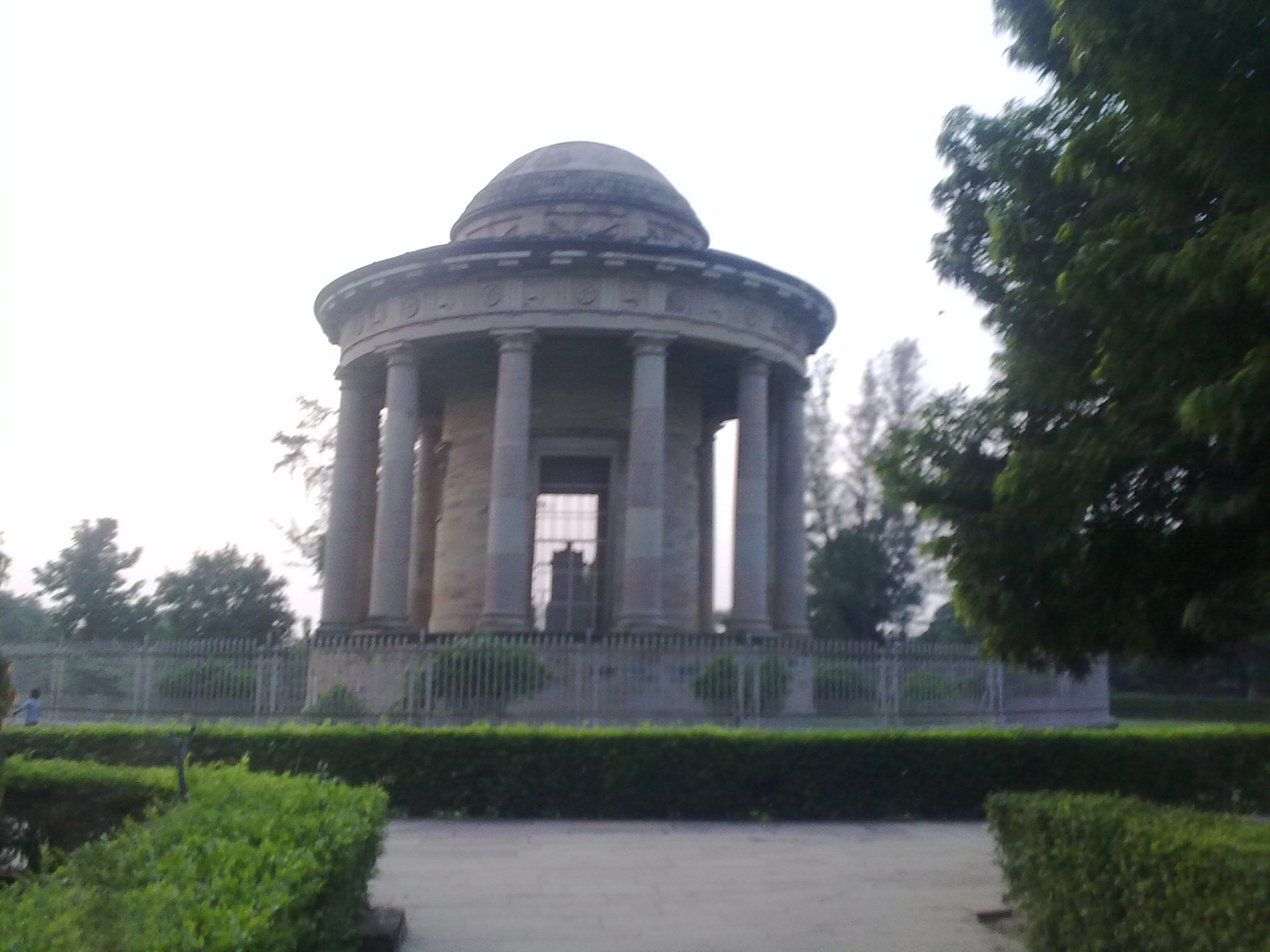
ガーズィープルにあるコーンウォリスの墓

フランスから帰国したコーンウォリス侯爵は再びカルフォードに戻ったが、1805年に三たびインド総督に任命された。インド総督は66歳の侯爵にとって厳しい仕事だったが、それでも侯爵は責任感をもって受諾し、同年3月にイングランドを発ち、7月29日にカルカッタに上陸した。
このとき、インドでは第二次マラーター戦争の最中であり、ムクンドワラ峠の戦いでウィリアム・モンソン（William Monson）がホールカル家に敗北したとの報せが届いた。そのため、コーンウォリス侯爵は直ちにホールカル家とシンディア家と講和すべきだと判断し、より戦場に近づくようガンジス川を上ったが、9月19日に最後の手紙を出したのち健康が悪化した。そして、ガーズィープルで一旦上陸したが、回復しないまま10月5日に死去した。息子チャールズが爵位を継承した。
ガーズィープルではコーンウォリス侯爵の記念碑が立てられ、マドラスとボンベイにはコーンウォリス侯爵の彫像が立てられた。また東インド会社理事会が4万ポンドをコーンウォリス侯爵の遺族に贈った。

## 大衆文化
ジョン・ペンドルトン・ケネディによる1835年の小説『ホースシュー・ロビンソン』はアメリカ独立戦争の南部戦線を背景にした歴史小説であり、コーンウォリスが登場している。
2000年の映画『パトリオット』では、ヨークタウンに繋がる出来事を追っており、コーンウォリスの役はイギリス人俳優のトム・ウィルキンソンが演じた。

## 家族

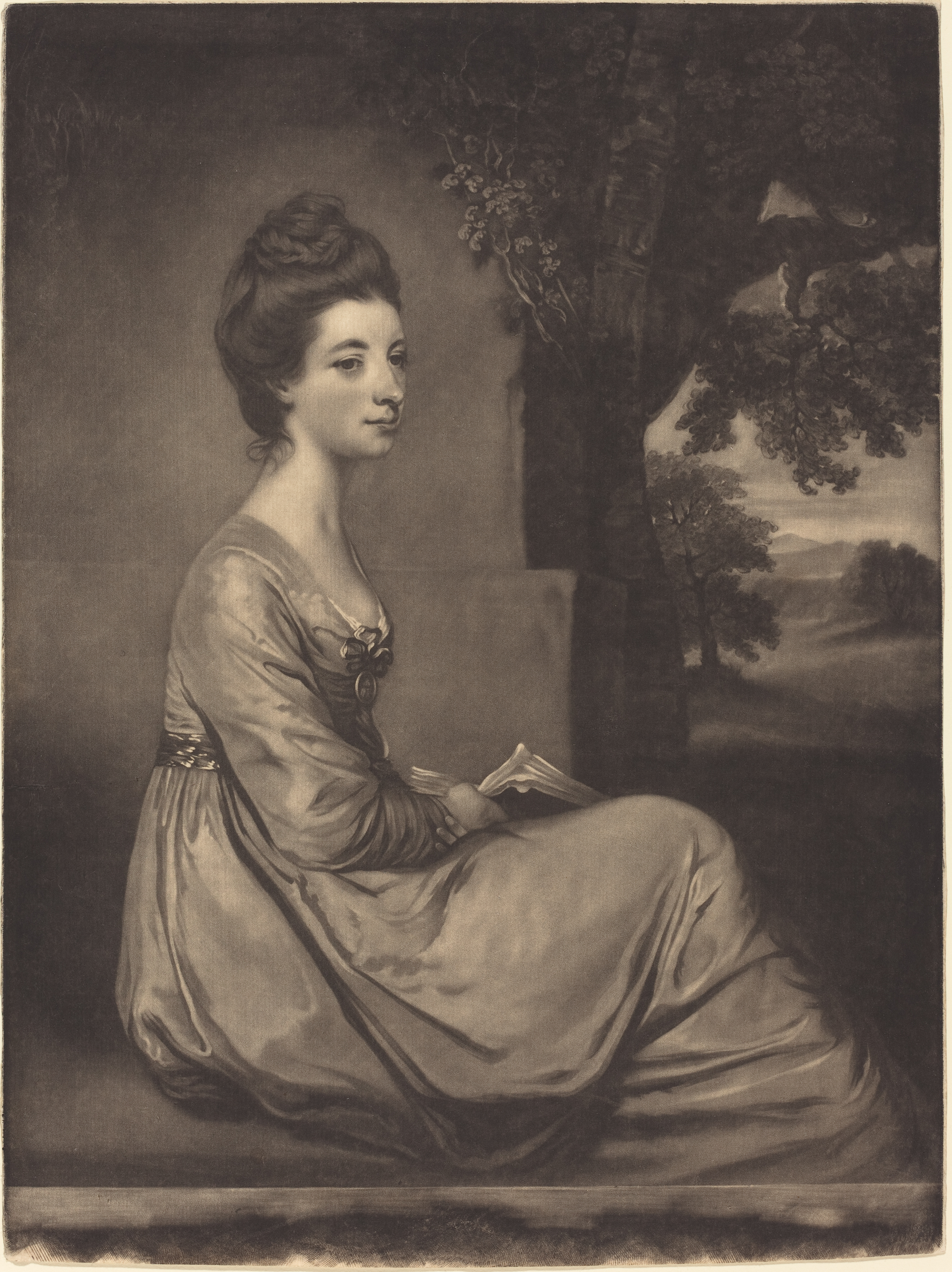
コーンウォリス伯爵夫人ジェマイマ、1771年画。

1768年7月14日、ジェマイマ・タリケンズ・ジョーンズ（Jemima Tulikens Jones、1747年 – 1779年4月14日、ジェームズ・ジョーンズの娘）と結婚、1男1女をもうけた。
- メアリー（1769年6月28日[19] – 1857年5月26日[20]） - 1785年11月4日、マーク・シングルトン（英語版）（1762年 – 1840年7月17日）と結婚、子供なし[21]
- チャールズ（1774年10月19日 – 1823年8月9日） - 第2代コーンウォリス侯爵[3]

恋愛結婚であり、ジェマイマが軍人の娘で持参金は持たなかったが、2人は仲が良かった。子育てでは陸軍が「長年の苦悩と、その引き換えに数時の喜び」をもたらしたとして、息子にも同じ道を歩ませようと考えなかった。